# Koolhoven F.K.53

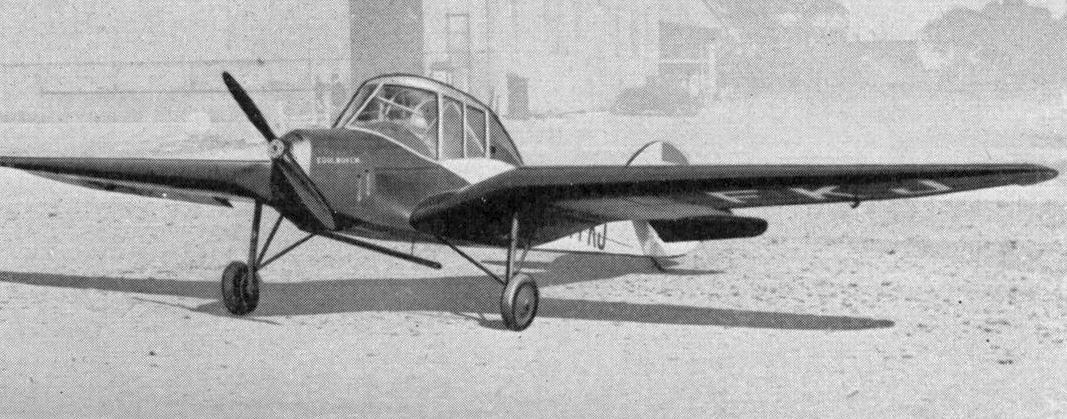
Koolhoven F.K.53 Junior (1936)

De Koolhoven F.K.53 Junior was een klein sportvliegtuig dat in 1936 in Nederland werd gebouwd door Vliegtuigenfabriek Koolhoven. Het was een laagdekker met een geknikte gull-wing, met twee side by side zitplaatsen (naast elkaar) onder een gesloten cockpitkap.
Het eerste toestel was aangekocht door de Nationale Luchtvaartschool. Er werden totaal twee exemplaren gebouwd, welke beiden verloren zijn gegaan tijdens de Duitse bombardementen op het vliegveld Waalhaven in mei 1940.

## Specificaties

### Algemene kenmerken
- Bemanning: 1 (piloot)
- Passagiers: 1
- Ontwerper: J. van Hattum
- Lengte: 7,20 m (23 ft 8 in)
- Spanwijdte: 10,50 m (34 ft 5 in)
- Hoogte: 2,05 m (6 ft 8 in)
- Vleugeloppervlak: 15,5 m² (167 ft²)
- Leeggewicht: 310 kg
- Maximum startgewicht: 540 kg
- Motor: 1 × Walter Mikron, 46 kW (62 pk)
- Eerste vlucht: augustus 1936
- Aantal gebouwd: 2

### Prestaties
- Maximumsnelheid: 150 km/u (94 mph)
- Bereik: 370 km (230 mijl)
- Serviceplafond: 3.200 m (10.500 ft)

## Verwijzingen
- Alex den Ouden, Koolhoven Vliegtuigen
- Aviation Safety